# Turning Point (österreichische Band)
Turning Point war eine steirische Popband. Die Gruppe erlangte mit ihrer Mainstream-Popmusik vorwiegend Bekanntheit in Österreich. Größter dokumentierter Erfolg war am 15. August 1973 die Platzierung auf dem 15. Platz in den österreichischen Single-Charts mit dem Titel Lady of My Heart.

## Bandgeschichte
Die Band wurde 1969 unter dem Namen International Travellers von Johann Köberl (Jimmy Cogan) in Graz gegründet. Der Gitarrist, Sänger und Produzent Alex Rehak trat 1971 als Leadsänger in die Band um Jimmy Cogan ein. Die 1972 veröffentlichte erste LP Life Is Going On wurde 50.000-mal verkauft, der von Rehak komponierte Titel Easy Song (Song of La La La) wurde als Single-Auskopplung zum Radiohit. Von 1970 bis 1974 traten Turning Point in ganz Europa auf. Bei bis zu 250 Konzerten pro Jahr war Turning Point vertreten.
Ein Schlaganfall, den Alex Rehak bei einem Auftritt auf der Bühne erlitt, stoppte die weitere Karriere. Die Band löste sich 1977 auf. 1982 erfolgte ein Comeback mit Edmund Hierzer an der Gitarre, Alexander Deutsch, Schlagzeug und Ulrich Rennert, Keyboards. 1982 erreichte die Band mit „You win again“ Platz 24 und mit „Midnight Special Part 2“ Platz 16 der Ö3-Hitparade. Fernsehauftritte in „Licht in's Dunkel“, „Österreichbild“, A Gaudi muß sein" und „Quiz in Rot-Weiß-Rot“ komplementierten den Erfolg.
Jimmy Cogan arbeitete nach der Auflösung von Turning Point als Lastwagenfahrer. In den 1990er Jahren gründete er zusammen mit Kurt Keinrath Jim Cogan & Band, die vorwiegend als Live-Act bei »Country & Western«-Veranstaltungen auftrat. 2014 traf Alex Rehak auf den deutschen Produzenten Ulrich Eichblatt, der sich seinerseits mit dem Producer Andy Matern zusammentat. Gemeinsam produzierten sie im Oktober die neue Single „All You Need Is Love“, die im November desselben Jahres erschien.
Alex Rehak war neben dem Projekt Turning Point auch als Produzent aktiv. Sein Plattenlabel TP-Records produzierte 1989 zusammen mit Otto Wanz den Titel Young, Strong & Healthy. Der unter dem Projektnamen „Ecco“ veröffentlichte Song Hexen, 1987 produziert für eine Landesausstellung auf der Riegersburg, erreichte Platz 1 in den österreichischen Charts und wurde mit dem österreichischen Schallplattenpreis Orpheus für die meistverkaufte Single des Jahres ausgezeichnet. Ein weiteres Projekt, bei dem Alex Rehak maßgeblich als Produzent beteiligt ist, ist die Band für Steiermark.

## Bandmitglieder
- Jimmy Cogan (Gesang, Mundharmonika, Gitarre)
- Roger Menas (Gitarre)
- Alex Rehak (Gesang, Bassgitarre)

- Edmund Hierzer (Gitarre)
- Ulrich Rennert (Keyboards)
- Alexander Deutsch (Schlagzeug)
- Kurt Keinrath (Gitarre)[6]

## Diskografie

### Alben
- Life Is Going On (1972)
- Baby, All I Need Is You (1974)
- Wendepunkt (1983)
- Poptakes (1985)

### Singles
- Easy Song (Song of La La La) (1972)
- Visions (1972)
- Lady of My Heart (1973)
- Walking Blues (1973)
- Greenfield City (1974)
- I'm a Playboy (1974)
- Good Night (1974)
- Baby, All I Need Is You (1975)
- Who's the Fool (1977)
- You Win Again (1982)
- Feel Alright (1982)
- Midnight Special Part II (1983)
- 1984 (1983)
- Highway (1985)
- Stop (1985)
- Fairy Tale (1986)
- The Midnight Special Train (1991)
- All You Need Is Love (2014)